# Michał Sajkowski
Michał Sajkowski (ur. 30 czerwca 1902 w Rataliszkach na Wileńszczyźnie, zm. 7 czerwca 1989 w Gdańsku) – nauczyciel, instruktor harcerski, harcmistrz, drużynowy w Pluskach (1931-1935), hufcowy Hufca Harcerzy w Brasławiu (1935-1939), członek Tymczasowej Naczelnej Rady Harcerskiej (1944-1945), Naczelnik Harcerzy (1944-1945), hufcowy Hufca Harcerzy w Chojnicach (od 1945).

## Życiorys

### Młodość
Urodził się 30 czerwca 1920 w Rataliszkach (powiat Podbrzezie) na Wileńszczyźnie w rodzinie rolnika Jerzego i Malwiny z Mincewiczów. Miał siedmiu młodszych braci. Po ukończeniu pięcioklasowej rosyjskiej szkoły podstawowej w latach 1914-1920 uczył się w Gimnazjum im. Zygmunta Augusta w Wilnie, a następnie w Seminarium Nauczycielskim. W latach 1925–1926 odbył służbę wojskową ze szkoleniem specjalności telegrafisty w Zegrzu, a po powrocie z wojska był zatrudniony na stanowisku nauczyciela kolejno w Żurawoszczyźnie (gmina Jody), Pluskach i Drui.

### Harcerska służba
Do harcerstwa wstąpił w czasach nauki w Wilnie w 1918, przyrzeczenie harcerskie złożył w kwietniu 1919. Należał do 10 Wileńskiej Drużyny Harcerzy, gdzie awansował na zastępowego a następnie został przybocznym. W 1921, gdy drużynowym został Józef Grzesiak "Czarny" i drużyna przekształciła się w "Czarną Trzynastkę Wileńską" pozostał w niej przybocznym. W 1931 gdy został kierownikiem szkoły w Pluskach założył i poprowadził drużynę harcerską, a w 1935 został mianowany hufcowym Hufca Harcerzy w Brasławiu, którą pełnił do wybuchu II wojny światowej. W 1935 przeszedł kurs instruktorski w Nierodzimiu (kurs prowadził hm. Aleksander Kamiński), w 1936 został mianowany podharcmistrzem a w 1945 harcmistrzem.
Jeszcze przed zakończeniem wojny powrócił do służby instruktorskiej, we wrześniu 1944 w Lublinie został powołany w skład Tymczasowej Naczelnej Rady Harcerskiej oraz powierzono mu pełnienie funkcji Naczelnika Harcerzy. W kwietniu 1945 złożył rezygnację z pełnionej funkcji i po wyjeździe do Chojnic gdzie został hufcowym Hufca Harcerzy.
Powtórnie do służby instruktorskiej powrócił w 1957 pomagając w reaktywowaniu w Chojnicach hufca ZHP. W 1978 otrzymał honorowy stopień harcmistrza Polski Ludowej.

### Czas wojny
W sierpniu 1939 podobnie jak większość rezerwistów został zmobilizowany, brał udział w obronie Lwowa, a po zajęciu wschodnich rubieży przez Armię Czerwoną w cywilnym ubraniu przedostał się na Wileńszczyznę, gdzie szybko włączył się w konspiracyjną działalność ZWZ. Kilkukrotnie musiał uciekać i ukrywać, był podejrzewany przez Rosjan o szpiegostwo.

### Po wojnie
W 1945 z rodziną przyjechał do Chojnic, gdzie otrzymał posadę w starostwie kierownika wydziału organizacji i handlu. Pełnił także kierownicze funkcje w miejscowych strukturach Związku Administracji Państwowej, Powiatowej Radzie Związków Zawodowych i Spółdzielni Spożywców. w 1946 otrzymał poniemieckie gospodarstwo w ramach rekompensaty za pozostawione mienie na wschodzie, gdzie prowadził ogrodnictwo. W latach 1948–1950 był więziony Urząd Bezpieczeństwa w związku z prowadzonym śledztwem za przynależność do Armii Krajowej. Jesienią 1957 otrzymał pracę na etacie kierownika internatu w zakładzie wychowawczym, ale po roku został zwolniony. W 1959 przeniósł się do Gdańska, uczył w szkołach Gdańska i Gdyni, w międzyczasie ukończył studia w Wyższej Szkole Pedagogicznej w Gdańsku. Na emeryturę przeszedł w 1969.
Od 1929 był żonaty z nauczycielką Władysławą Kędrą (1907-1988), z którą miał dwie córki i syna.
Zmarł 7 czerwca 1989 w Gdańsku i został pochowany na miejscowym cmentarzu Srebrzysko.

## Odznaczenia
- Krzyż Kawalerski Orderu Odrodzenia Polski (1980)